# Bistum Ubon Ratchathani
Das Bistum Ubon Ratchathani (lat.: Dioecesis Ubonratchathaniensis, Thai: สังฆมณฑลอุบลราชธานี) ist ein römisch-katholisches Bistum in Thailand.

## Organisation
Das 53.917 km² große Bistum umfasst die Provinzen Amnat Charoen, Maha Sarakham, Roi Et, Si Sa Ket, Surin, Ubon Ratchathani und Yasothon. Es ist dem Erzbistum Thare und Nonseng (Archidioecesis Tharensis et Nonsengensis, อัครสังฆมณฑลท่าแร่-หนองแสง) als Suffraganbistum unterstellt.

## Geschichte
Dio Diözese geht auf das Apostolische Vikariat von Ubon zurück, das am 7. Mai 1953 aus dem Apostolischen Vikariat Thare und Nongseng ausgegliedert wurde. 1965 wurde der westliche Teil des Vikariats zum Apostolischen Vikariat Nakhon Ratchasima. Am 18. Dezember 1965 wurde das Vikariat zum Bistum erhoben.

## Kathedrale
Die Kathedrale der unbefleckten Mutter Gottes (Thai: อาสนวิหารแม่พระนิรมล) befindet sich in der Stadt Ubon Ratchathani.

## Ordinarien
- Claudius Philippe Bayet MEP, 7. Mai 1953–13. August 1969
- Claude Germain Berthold MEP, 9. April 1970–24. Mai 1976
- Michael Bunluen Mansap, 21. Mai 1976–25. März 2006
- Philip Banchong Chaiyara CSsR, 25. März 2006–2. Dezember 2023
- Stephen Boonlert Phromsena, seit 2. Dezember 2023